# John Lurie
John Lurie (ur. 14 grudnia 1952 w Minneapolis) – amerykański saksofonista, aktor, malarz i producent.
Razem ze swoim bratem Evanem Lurie założył w 1978 roku grupę The Lounge Lizards, w której grali m.in. tacy artyści jak Arto Lindsay, John Medeski i Marc Ribot. Zespół wydał ostatnią płytę w roku 1998.
W latach 80. Lurie wystąpił u Jima Jarmuscha w filmach Inaczej niż w raju (Stranger Than Paradise), Poza prawem (Down by Law), i Nieustające wakacje (Permanent Vacation). Skomponował też muzykę do wymienionych filmów oraz do filmu Mystery Train. Lurie jest członkiem założonego przez Jarmuscha tajnego stowarzyszenia o nazwie Sons of Lee Marvin.
Jego serial telewizyjny Fishing with John z 1991 roku był bardzo popularny. Lurie nie zna się na łowieniu ryb, ale pojawia się w egzotycznych miejscach ze swoimi sławnymi przyjaciółmi m.in. Willemem Dafoe, Mattem Dillonem, Dennisem Hopperem, Jimem Jarmushem oraz Tomem Waitsem, z którym wspólnie wystąpił w Poza prawem.
W 1994 roku Lurie zaraził się boreliozą, co znacznie wpłynęło na jego tryb życia. Przestał nagrywać płyty, również wydany w 2014 roku album The Invention of Animals zawiera materiał nagrany w latach 90. XX w. Przez ostatnie lata Lurie wystawiał swoje obrazy. W jednym z wywiadów, nawiązując do swojej choroby i odosobnienia, stwierdza, że malarstwo "uratowało mu życie". Jego prace były pokazywane m.in. w Anton Kern Gallery, Roebling Hall w Nowym Jorku, Galerie Daniel Blau w Monachium i Galerie Gabriel Rolt w Amsterdamie.
W dniach 13 czerwca - 2 sierpnia 2015 r. w warszawskiej Zachęcie odbyła się wystawa malarstwa Johna Luriego pt. Próbuję myśleć. Proszę, bądź cicho.
Grał w serialu Oz rolę więźnia Grega Pendersa w latach 2001-2003.
W filmie Twarz jako nałóg (Face Addict) (2005) zapowiedział napisanie książki, w której poda przyczyny, dla których zrezygnował z grania muzyki.
John Lurie jest założycielem i właścicielem wydawnictwa muzycznego Strange and Beautiful Music.

## Filmografia
- Underground U.S.A. (1980)
- Nieustające wakacje (Permanent Vacation) (1980)
- The Offenders (1980)
- Subway Riders (1981)
- Inaczej niż w raju (Stranger Than Paradise) (1983)
- Paryż, Teksas (Paris, Texas) (1984)
- Desperately Seeking Susan (1985)
- Poza prawem (Down by Law) (1986)
- Ostatnie kuszenie Chrystusa (The Last Temptation of Christ) (1988)
- Il Piccolo diavolo (1988)
- Dzikość serca (Wild at Heart) (1990)
- Smoke (1995) (nie wymieniony w napisach)
- Blue in the Face (1995)
- Just Your Luck (1996)
- New Rose Hotel (1998)
- Sleepwalk (2000)
- Twarz jako nałóg (Face Addict) (2005)

## Dyskografia
- Men With Sticks (jako The John Lurie National Orchestra, 1993)
- The Legendary Marvin Pontiac: Greatest Hits (jako Marvin Pontiac, 1999)
- The Invention of Animals (jako The John Lurie National Orchestra, 2014)

### Ścieżki dźwiękowe do filmów
- Stranger Than Paradise (1984)
- The Resurrection of Albert Ayler (1984)
- Down By Law (1985)
- Variety (1985)
- Mystery Train (1989)
- Get Shorty (1995)
- Excess Baggage (1997)
- Fishing with John (nagrana w 1991, wydana w 1998)
- African Swim (1999)
- Manny and Lo (1999)
- Gniazdo os (2000)

### The Lounge Lizards
- 1981 Lounge Lizards (EG)
- 1983 Live from the Drunken Boat (Europa)
- 1985 Live 79-81 (ROIR)
- 1986 Big Heart: Live Tokyo (Antilles)
- 1987 No Pain for Cakes (Antilles)
- 1988 Voice of Chunk (Strange & Beautiful)
- 1991 Live in Berlin, Vol. 1 (Intuition)
- 1991 Live in Berlin, Vol. 2 (Intuition)
- 1998 Queen of All Ears (Strange & Beautiful)